# Ꚍ
Ne doit pas être confondu avec la lettre grecque tau ‹ Τ τ › ou la lettre latine T insulaire ‹ Ꞇ ꞇ ›.
Le twé (capitale Ꚍ, minuscule ꚍ) est une lettre additionnelle de l’alphabet cyrillique qui était utilisée dans l’écriture de l’abkhaze dans l’alphabet de 37 lettres de 1862 de Peter von Uslar et dans l’alphabet de 55 lettres de 1909 d’Andreï Tchotchoua (ru).

## Utilisation

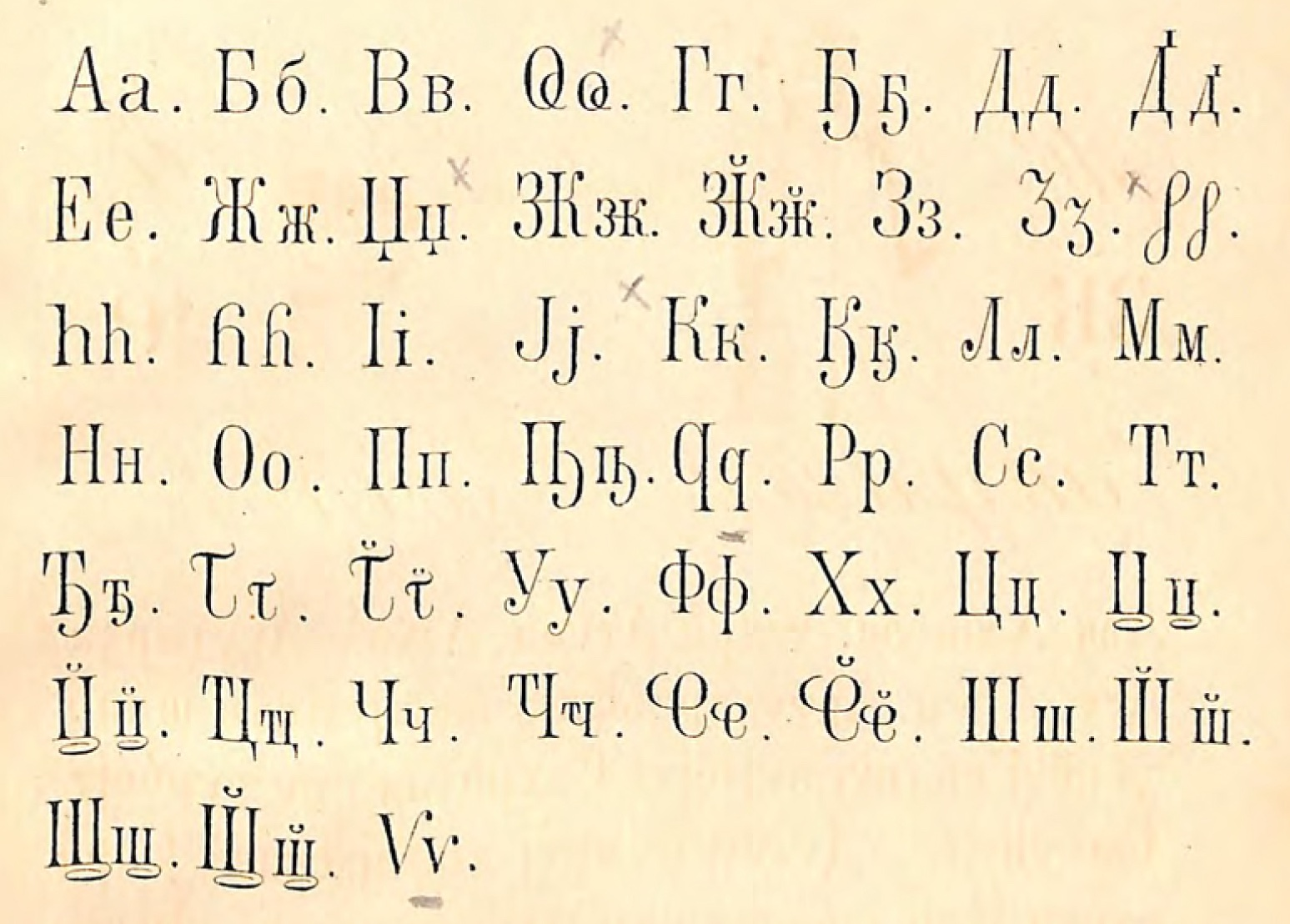
Alphabet abkhaze dans Gulia et Machavariani 1892.
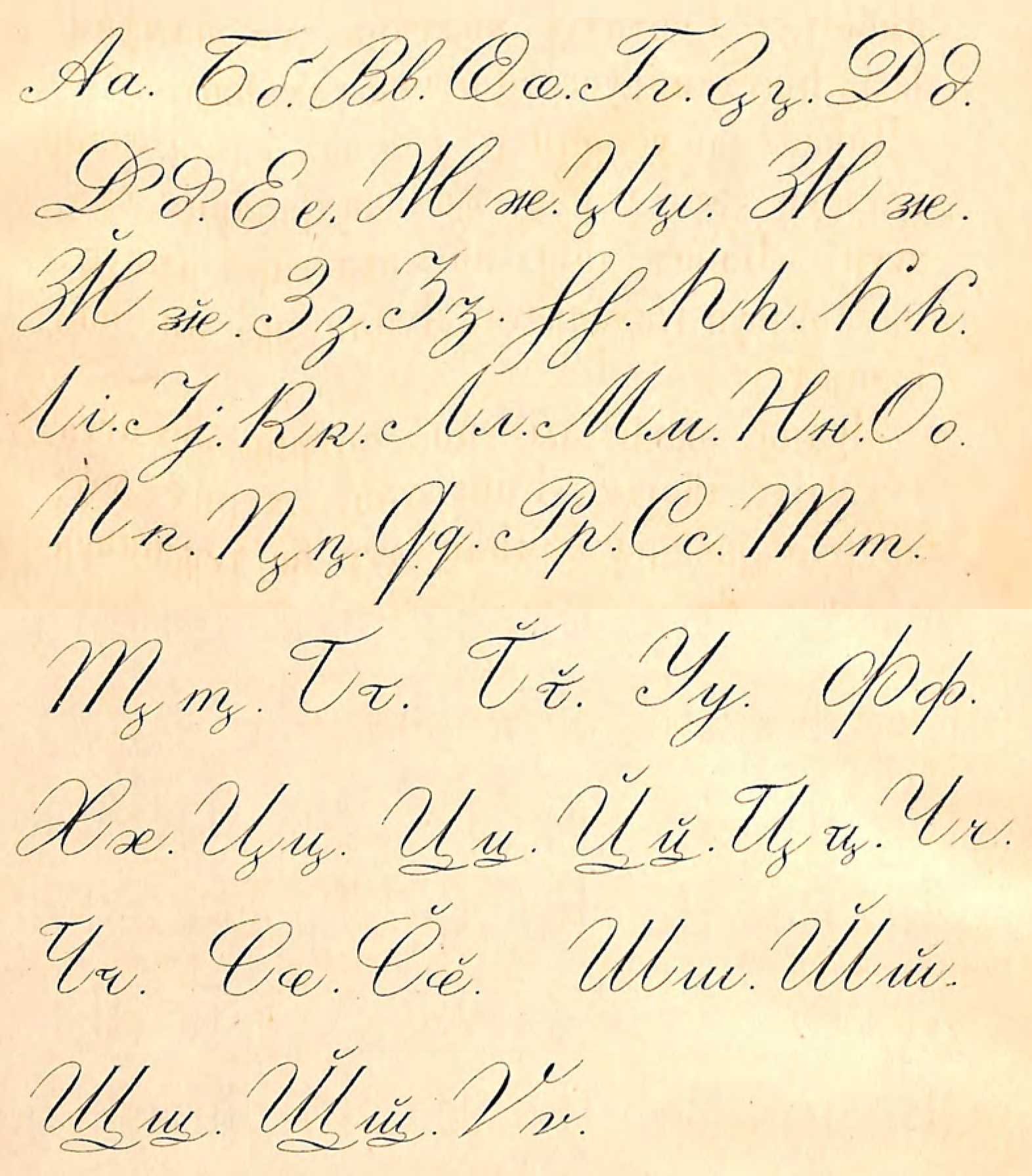
Alphabet abkhaze en écriture cursive dans Gulia et Machavariani 1892.
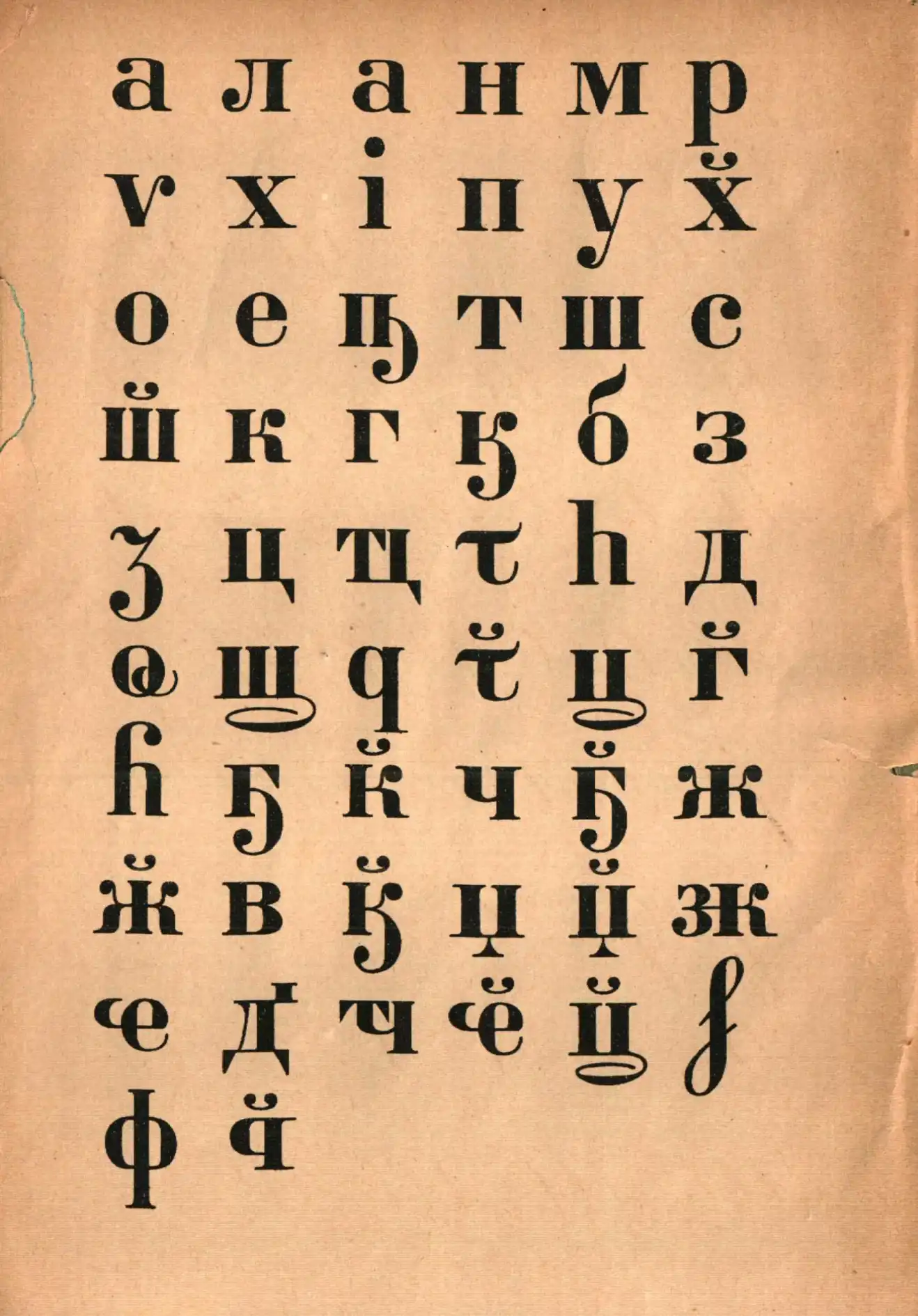
Alphabet abkhaze dans Tchotchoua 1909.

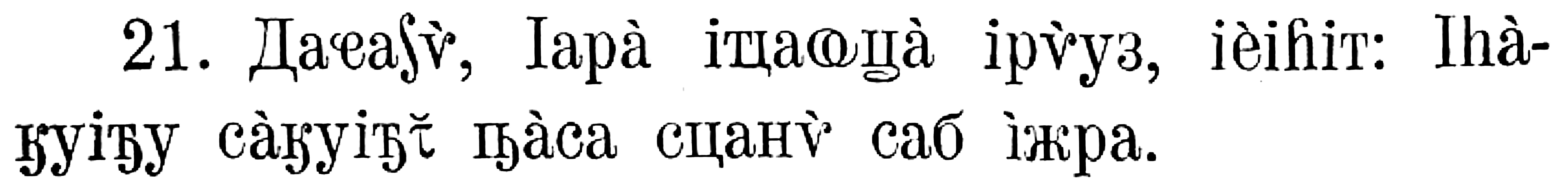
Matthieu 8:21 dans les Évangiles en abkhaze publiés en 1912.

## Représentations informatiques
Le twé peut être représenté avec les caractères Unicode suivants :
| formes    | représentations | chaînes de caractères | points de code | descriptions                           |
| --------- | --------------- | --------------------- | -------------- | -------------------------------------- |
| capitale  | Ꚍ               | Ꚍ                     | U+A68C         | lettre majuscule cyrillique double twé |
| minuscule | ꚍ               | ꚍ                     | U+A68D         | lettre minuscule cyrillique double twé |